# Playoffs NBA 1962
Los Playoffs de la NBA de 1962 fueron el torneo final de la temporada 1961-62 de la NBA. Concluyó con la victoria de Boston Celtics, campeón de la División Este, sobre Los Angeles Lakers, campeón de la División Oeste, por 4–3.
Boston Celtics ganaron así su cuarto título consecutivo, convirtiéndose en el primer y único equipo en ganar tantos campeonatos de forma continua. La victoria de los Celtics en el séptimo partido se produjo en la prórroga, con un Bill Russell que ayudaría a los Boston marcando el récord de rebotes de las Finales con 40.
Esta fue la segunda vez que Celtics y Lakers se encontrasen en las finales, pero la primera desde que los Lakers desplazasen su franquicia a Los Ángeles.
Estas son las primeras Finales de la NBA entre equipos que desde entonces no modificarían su localización.

## Tabla
|  | Semifinales de División | Semifinales de División | Semifinales de División |   |  | Finales de División | Finales de División | Finales de División |  |  | Finales de la NBA | Finales de la NBA | Finales de la NBA |
|  |                         |                         |                         |   |  |                     |                     |                     |  |  |                   |                   |                   |
|  | E3                      | Syracuse                | 2                       |   |  | E1                  | Boston              | 4                   |  |  |                   |                   |                   |
|  | E3                      | Syracuse                | 2                       |   |  | E1                  | Boston              | 4                   |  |  |                   |                   |                   |
|  | E2                      | Philadelphia            | 3                       |   |  | E2                  | Philadelphia        | 3                   |  |  |                   |                   |                   |
|  | E2                      | Philadelphia            | 3                       |   |  | E2                  | Philadelphia        | 3                   |  |  |                   |                   |                   |
|  |                         |                         |                         |   |  | División Este       |                     |                     |  |  |                   |                   |                   |
|  |                         |                         |                         |   |  |                     |                     |                     |  |  |                   |                   |                   |
|  |                         |                         |                         |   |  |                     |                     |                     |  |  | E1                | Boston            | 4                 |
|  |                         |                         |                         |   |  |                     |                     |                     |  |  | E1                | Boston            | 4                 |
|  |                         | O1                      | Los Angeles             | 3 |  |                     |                     |                     |  |  |                   |                   |                   |
|  |                         |                         |                         |   |  |                     |                     |                     |  |  |                   |                   |                   |
|  |                         |                         |                         |   |  |                     |                     |                     |  |  |                   |                   |                   |
|  |                         |                         |                         |   |  |                     |                     |                     |  |  |                   |                   |                   |
|  | O3                      | Detroit                 | 3                       |   |  | O1                  | Los Angeles         | 4                   |  |  |                   |                   |                   |
|  | O3                      | Detroit                 | 3                       |   |  | O1                  | Los Angeles         | 4                   |  |  |                   |                   |                   |
|  | O2                      | Cincinnati              | 1                       |   |  | O3                  | Detroit             | 2                   |  |  |                   |                   |                   |
|  | O2                      | Cincinnati              | 1                       |   |  | O3                  | Detroit             | 2                   |  |  |                   |                   |                   |
|  |                         |                         |                         |   |  | División Oeste      |                     |                     |  |  |                   |                   |                   |
|  |                         |                         |                         |   |  |                     |                     |                     |  |  |                   |                   |                   |

## Semifinales de División

### Semifinales División Este

#### (2) Philadelphia Warriors vs. (3) Syracuse Nationals
| 16 de marzo                         | Syracuse Nationals                                                     | 103–110              | Philadelphia Warriors                                         |                                                                                            |  |  |
|                                     | Parciales: 21–26, 22–29, 28–35, 32–20                                  |                      |                                                               |                                                                                            |  |  |
|                                     | Estadísticas Larry Costello 23 Red Kerr 15 Bianchi, Shaffer 4 cada uno | Reporte Pts Reb Asts | Estadísticas Paul Arizin 43 Wilt Chamberlain 25 Guy Rodgers 8 | Pabellón: Philadelphia Civic Center, Filadelfia, Pensilvania Asistencia: 6937 espectadores |  |  |
| Philadelphia lidera las series, 1–0 |                                                                        |                      |                                                               |                                                                                            |  |  |
|                                     |                                                                        |                      |                                                               |                                                                                            |  |  |

| 18 de marzo                         | Philadelphia Warriors                                                   | 97–82                | Syracuse Nationals                                       |                                                                                     |  |  |
|                                     | Parciales: 26–27, 28–16, 22–18, 21–21                                   |                      |                                                          |                                                                                     |  |  |
|                                     | Estadísticas Wilt Chamberlain 28 Wilt Chamberlain 26 Wilt Chamberlain 4 | Reporte Pts Reb Asts | Estadísticas Red Kerr 18 Lee Shaffer 13 Larry Costello 5 | Pabellón: Onondaga War Memorial, Syracuse, Nueva York Asistencia: 5250 espectadores |  |  |
| Philadelphia lidera las series, 2–0 |                                                                         |                      |                                                          |                                                                                     |  |  |
|                                     |                                                                         |                      |                                                          |                                                                                     |  |  |

| 19 de marzo                         | Syracuse Nationals                                        | 101–100              | Philadelphia Warriors                                              |                                                                                            |  |  |
|                                     | Parciales: 27–27, 34–35, 19–24, 21–14                     |                      |                                                                    |                                                                                            |  |  |
|                                     | Estadísticas Lee Shaffer 30 Red Kerr 16 Larry Costello 10 | Reporte Pts Reb Asts | Estadísticas Wilt Chamberlain 40 Wilt Chamberlain 25 Guy Rodgers 9 | Pabellón: Philadelphia Civic Center, Filadelfia, Pensilvania Asistencia: 5328 espectadores |  |  |
| Philadelphia lidera las series, 2–1 |                                                           |                      |                                                                    |                                                                                            |  |  |
|                                     |                                                           |                      |                                                                    |                                                                                            |  |  |

| 20 de marzo           | Philadelphia Warriors                                              | 99–106               | Syracuse Nationals                                    |                                                       |  |  |
|                       | Parciales: 24–30, 24–28, 24–25, 27–23                              |                      |                                                       |                                                       |  |  |
|                       | Estadísticas Wilt Chamberlain 29 Wilt Chamberlain 20 Guy Rodgers 7 | Reporte Pts Reb Asts | Estadísticas Red Kerr 27 Red Kerr 22 Larry Costello 7 | Pabellón: Onondaga War Memorial, Syracuse, Nueva York |  |  |
| Series empatadas, 2–2 |                                                                    |                      |                                                       |                                                       |  |  |
|                       |                                                                    |                      |                                                       |                                                       |  |  |

| 22 de marzo                       | Syracuse Nationals                                   | 104–121              | Philadelphia Warriors                                               |                                                                                            |  |  |
|                                   | Parciales: 28–35, 29–24, 20–31, 27–31                |                      |                                                                     |                                                                                            |  |  |
|                                   | Estadísticas Lee Shaffer 30 Red Kerr 15 Al Bianchi 5 | Reporte Pts Reb Asts | Estadísticas Wilt Chamberlain 56 Wilt Chamberlain 35 Guy Rodgers 10 | Pabellón: Philadelphia Civic Center, Filadelfia, Pensilvania Asistencia: 7829 espectadores |  |  |
| Philadelphia gana las series, 3–2 |                                                      |                      |                                                                     |                                                                                            |  |  |
|                                   |                                                      |                      |                                                                     |                                                                                            |  |  |

Este fue el noveno encuentro de playoffs entre estos dos equipos, con los 76ers/Nationals ganando cinco de los primeros ocho encuentros.
| 1950 | Philadelphia Warriors | 0–2 | Syracuse Nationals |                                            |
|      |                       |     |                    |                                            |
|      |                       |     |                    | Pabellón: 1950 Eastern Division Semifinals |

| 1951 | Philadelphia Warriors | 0–2 | Syracuse Nationals |                                            |
|      |                       |     |                    |                                            |
|      |                       |     |                    | Pabellón: 1951 Eastern Division Semifinals |

| 1952 | Philadelphia Warriors | 1–2 | Syracuse Nationals |                                            |
|      |                       |     |                    |                                            |
|      |                       |     |                    | Pabellón: 1952 Eastern Division Semifinals |

| 1956 | Philadelphia Warriors | 3–2 | Syracuse Nationals |                                        |
|      |                       |     |                    |                                        |
|      |                       |     |                    | Pabellón: 1956 Eastern Division Finals |

| 1957 | Philadelphia Warriors | 0–2 | Syracuse Nationals |                                            |
|      |                       |     |                    |                                            |
|      |                       |     |                    | Pabellón: 1957 Eastern Division Semifinals |

| 1958 | Philadelphia Warriors | 2–1 | Syracuse Nationals |                                            |
|      |                       |     |                    |                                            |
|      |                       |     |                    | Pabellón: 1958 Eastern Division Semifinals |

| 1960 | Philadelphia Warriors | 2–1 | Syracuse Nationals |                                            |
|      |                       |     |                    |                                            |
|      |                       |     |                    | Pabellón: 1960 Eastern Division Semifinals |

| 1961 | Philadelphia Warriors | 0–3 | Syracuse Nationals |                                            |
|      |                       |     |                    |                                            |
|      |                       |     |                    | Pabellón: 1961 Eastern Division Semifinals |

### Semifinales División Oeste

#### (2) Cincinnati Royals vs. (3) Detroit Pistons
| 16 de marzo                    | Cincinnati Royals                        | 122–123     | Detroit Pistons           |                                         |  |  |
|                                | Parciales: 29–32, 29–27, 31–34, 33–30    |             |                           |                                         |  |  |
|                                | Estadísticas Bockhorn, Robertson 24 each | Reporte Pts | Estadísticas Ray Scott 34 | Pabellón: Cobo Arena, Detroit, Míchigan |  |  |
| Detroit lidera las series, 1–0 |                                          |             |                           |                                         |  |  |
|                                |                                          |             |                           |                                         |  |  |

| 17 de marzo           | Detroit Pistons                       | 107–129     | Cincinnati Royals               |                                                |  |  |
|                       | Parciales: 25–31, 24–31, 29–30, 29–37 |             |                                 |                                                |  |  |
|                       | Estadísticas Ohl, Shue 18 cada uno    | Reporte Pts | Estadísticas Oscar Robertson 33 | Pabellón: Cincinnati Gardens, Cincinnati, Ohio |  |  |
| Series empatadas, 1–1 |                                       |             |                                 |                                                |  |  |
|                       |                                       |             |                                 |                                                |  |  |

| 18 de marzo                    | Cincinnati Royals                     | 107–118     | Detroit Pistons               |                                         |  |  |
|                                | Parciales: 25–19, 24–29, 32–39, 26–31 |             |                               |                                         |  |  |
|                                | Estadísticas Oscar Robertson 26       | Reporte Pts | Estadísticas Bailey Howell 27 | Pabellón: Cobo Arena, Detroit, Míchigan |  |  |
| Detroit lidera las series, 2–1 |                                       |             |                               |                                         |  |  |
|                                |                                       |             |                               |                                         |  |  |

| 20 de marzo                  | Detroit Pistons                       | 112–111     | Cincinnati Royals               |                                                |  |  |
|                              | Parciales: 27–21, 36–34, 22–24, 27–32 |             |                                 |                                                |  |  |
|                              | Estadísticas Don Ohl 33               | Reporte Pts | Estadísticas Oscar Robertson 32 | Pabellón: Cincinnati Gardens, Cincinnati, Ohio |  |  |
| Detroit gana las series, 3–1 |                                       |             |                                 |                                                |  |  |
|                              |                                       |             |                                 |                                                |  |  |

Este fue el séptimo encuentro de playoffs entre estos dos equipos, con ambos equipos con tres victorias cada uno.
| 1950 | Fort Wayne Pistons | 2–0 | Rochester Royals |                                            |
|      |                    |     |                  |                                            |
|      |                    |     |                  | Pabellón: 1950 Central Division Semifinals |

| 1951 | Fort Wayne Pistons | 1–2 | Rochester Royals |                                            |
|      |                    |     |                  |                                            |
|      |                    |     |                  | Pabellón: 1951 Western Division Semifinals |

| 1952 | Fort Wayne Pistons | 0–2 | Rochester Royals |                                            |
|      |                    |     |                  |                                            |
|      |                    |     |                  | Pabellón: 1952 Western Division Semifinals |

| 1953 | Fort Wayne Pistons | 2–0 | Rochester Royals |                                            |
|      |                    |     |                  |                                            |
|      |                    |     |                  | Pabellón: 1953 Western Division Semifinals |

| 1954 | Fort Wayne Pistons | 0–2 | Rochester Royals |                                                        |
|      |                    |     |                  |                                                        |
|      |                    |     |                  | Pabellón: 1954 Western Division Round Robin Semifinals |

| 1958 | Fort Wayne Pistons | 2–0 | Cincinnati Royals |                                            |
|      |                    |     |                   |                                            |
|      |                    |     |                   | Pabellón: 1958 Western Division Semifinals |

## Finales de División

### Finales División Este

#### (1) Boston Celtics vs. (2) Philadelphia Warriors
| 24 de marzo                   | Philadelphia Warriors                                                               | 89–117               | Boston Celtics                                        |                                                                                |  |  |
|                               | Parciales: 15–24, 20–26, 29–36, 25–31                                               |                      |                                                       |                                                                                |  |  |
|                               | Estadísticas Wilt Chamberlain 33 Wilt Chamberlain 31 Chamberlain, Arizin 3 cada uno | Reporte Pts Reb Asts | Estadísticas Sam Jones 20 Bill Russell 30 Bob Cousy 8 | Pabellón: Boston Garden, Boston, Massachusetts Asistencia: 10 274 espectadores |  |  |
| Boston lidera las series, 1–0 |                                                                                     |                      |                                                       |                                                                                |  |  |
|                               |                                                                                     |                      |                                                       |                                                                                |  |  |

| 27 de marzo           | Boston Celtics                                              | 106–113              | Philadelphia Warriors                                               |                                                              |  |  |
|                       | Parciales: 26–27, 34–22, 25–30, 21–34                       |                      |                                                                     |                                                              |  |  |
|                       | Estadísticas Tom Heinsohn 24 Bill Russell 20 Bill Russell 6 | Reporte Pts Reb Asts | Estadísticas Wilt Chamberlain 42 Wilt Chamberlain 37 Guy Rodgers 10 | Pabellón: Philadelphia Civic Center, Filadelfia, Pensilvania |  |  |
| Series empatadas, 1–1 |                                                             |                      |                                                                     |                                                              |  |  |
|                       |                                                             |                      |                                                                     |                                                              |  |  |

| 28 de marzo                   | Philadelphia Warriors                                                   | 114–129              | Boston Celtics                                                      |                                                |  |  |
|                               | Parciales: 29–35, 26–41, 26–33, 33–20                                   |                      |                                                                     |                                                |  |  |
|                               | Estadísticas Wilt Chamberlain 35 Wilt Chamberlain 29 Wilt Chamberlain 6 | Reporte Pts Reb Asts | Estadísticas Russell, Heinsohn 31 each Bill Russell 31 Bob Cousy 10 | Pabellón: Boston Garden, Boston, Massachusetts |  |  |
| Boston lidera las series, 2–1 |                                                                         |                      |                                                                     |                                                |  |  |
|                               |                                                                         |                      |                                                                     |                                                |  |  |

| 31 de marzo           | Boston Celtics                                            | 106–110              | Philadelphia Warriors                                               |                                                              |  |  |
|                       | Parciales: 25–23, 29–32, 23–23, 29–32                     |                      |                                                                     |                                                              |  |  |
|                       | Estadísticas Bill Russell 31 Bill Russell 30 Bob Cousy 10 | Reporte Pts Reb Asts | Estadísticas Wilt Chamberlain 41 Wilt Chamberlain 34 Guy Rodgers 10 | Pabellón: Philadelphia Civic Center, Filadelfia, Pensilvania |  |  |
| Series empatadas, 2–2 |                                                           |                      |                                                                     |                                                              |  |  |
|                       |                                                           |                      |                                                                     |                                                              |  |  |

| 1 de abril               | Philadelphia Warriors                                              | 104–119              | Boston Celtics                                                            |                                                |  |  |
|                          | Parciales: 26–36, 23–36, 19–18, 36–29                              |                      |                                                                           |                                                |  |  |
|                          | Estadísticas Wilt Chamberlain 30 Wilt Chamberlain 14 Guy Rodgers 9 | Reporte Pts Reb Asts | Estadísticas Bill Russell 29 Bill Russell 26 Russell, S. Jones 7 cada uno | Pabellón: Boston Garden, Boston, Massachusetts |  |  |
| Boston leads series, 3–2 |                                                                    |                      |                                                                           |                                                |  |  |
|                          |                                                                    |                      |                                                                           |                                                |  |  |

| 3 de abril            | Boston Celtics                                                    | 99–109               | Philadelphia Warriors                                               |                                                              |  |  |
|                       | Parciales: 22–34, 30–28, 26–25, 21–22                             |                      |                                                                     |                                                              |  |  |
|                       | Estadísticas Heinsohn, Cousy 22 each Bill Russell 22 Bob Cousy 12 | Reporte Pts Reb Asts | Estadísticas Wilt Chamberlain 32 Wilt Chamberlain 21 Guy Rodgers 10 | Pabellón: Filadelfia Civic Center, Philadelphia, Pensilvania |  |  |
| Series empatadas, 3–3 |                                                                   |                      |                                                                     |                                                              |  |  |
|                       |                                                                   |                      |                                                                     |                                                              |  |  |

| 5 de abril                  | Philadelphia Warriors                                          | 107–109              | Boston Celtics                                           |                                                |  |  |
|                             | Parciales: 23–34, 33–18, 25–28, 26–29                          |                      |                                                          |                                                |  |  |
|                             | Estadísticas Tom Meschery 32 Wilt Chamberlain 22 Guy Rodgers 8 | Reporte Pts Reb Asts | Estadísticas Sam Jones 28 Bill Russell 22 K. C. Jones 10 | Pabellón: Boston Garden, Boston, Massachusetts |  |  |
| Boston gana las series, 4–3 |                                                                |                      |                                                          |                                                |  |  |
|                             |                                                                |                      |                                                          |                                                |  |  |

- Último partido de Paul Arizin en la NBA; Sam Jones anotó el lanzamiento ganador a falta de dos segundos.

Este fue el tercer encuentro de playoffs entre estos dos equipos, con los Celtics ganando los dos primeros encuentros.
| 1958 | Boston Celtics | 4–1 | Philadelphia Warriors |                                        |
|      |                |     |                       |                                        |
|      |                |     |                       | Pabellón: 1958 Eastern Division Finals |

| 1960 | Boston Celtics | 4–2 | Philadelphia Warriors |                                        |
|      |                |     |                       |                                        |
|      |                |     |                       | Pabellón: 1960 Eastern Division Finals |

### Finales División Oeste

#### (1) Los Angeles Lakers vs. (3) Detroit Pistons
| 24 de marzo                        | Detroit Pistons                               | 108–132         | Los Angeles Lakers                           |                                                                      |  |  |
|                                    | Parciales: 27–28, 31–39, 30–32, 20–33         |                 |                                              |                                                                      |  |  |
|                                    | Estadísticas Bailey Howell 27 Walter Dukes 12 | Reporte Pts Reb | Estadísticas Elgin Baylor 35 Elgin Baylor 17 | Pabellón: Los Angeles Memorial Sports Arena, Los Ángeles, California |  |  |
| Los Angeles lidera las series, 1–0 |                                               |                 |                                              |                                                                      |  |  |
|                                    |                                               |                 |                                              |                                                                      |  |  |

| 25 de marzo                        | Detroit Pistons                          | 112–127         | Los Angeles Lakers                                  |                                                                      |  |  |
|                                    | Parciales: 24–29, 24–32, 35–38, 29–28    |                 |                                                     |                                                                      |  |  |
|                                    | Estadísticas Don Ohl 33 Bailey Howell 13 | Reporte Pts Reb | Estadísticas Jerry West 40 West, Baylor 13 cada uno | Pabellón: Los Angeles Memorial Sports Arena, Los Ángeles, California |  |  |
| Los Angeles lidera las series, 2–0 |                                          |                 |                                                     |                                                                      |  |  |
|                                    |                                          |                 |                                                     |                                                                      |  |  |

| 27 de marzo                        | Los Angeles Lakers                           | 111–106         | Detroit Pistons                           |                                         |  |  |
|                                    | Parciales: 35–24, 26–29, 26–27, 24–26        |                 |                                           |                                         |  |  |
|                                    | Estadísticas Elgin Baylor 34 Elgin Baylor 17 | Reporte Pts Reb | Estadísticas Gene Shue 26 Walter Dukes 25 | Pabellón: Cobo Arena, Detroit, Míchigan |  |  |
| Los Angeles lidera las series, 3–0 |                                              |                 |                                           |                                         |  |  |
|                                    |                                              |                 |                                           |                                         |  |  |

| 29 de marzo                        | Los Angeles Lakers                           | 117–118         | Detroit Pistons                            |                                         |  |  |
|                                    | Parciales: 23–29, 36–35, 27–27, 31–27        |                 |                                            |                                         |  |  |
|                                    | Estadísticas Elgin Baylor 45 Elgin Baylor 17 | Reporte Pts Reb | Estadísticas Bailey Howell 24 Ray Scott 23 | Pabellón: Cobo Arena, Detroit, Míchigan |  |  |
| Los Ángeles lidera las series, 3–1 |                                              |                 |                                            |                                         |  |  |
|                                    |                                              |                 |                                            |                                         |  |  |

| 31 de marzo                        | Detroit Pistons                           | 132–125         | Los Angeles Lakers                           |                                                                      |  |  |
|                                    | Parciales: 30–19, 38–33, 34–22, 30–51     |                 |                                              |                                                                      |  |  |
|                                    | Estadísticas Willie Jones 27 Ray Scott 13 | Reporte Pts Reb | Estadísticas Elgin Baylor 37 Elgin Baylor 19 | Pabellón: Los Angeles Memorial Sports Arena, Los Ángeles, California |  |  |
| Los Ángeles lidera las series, 3–2 |                                           |                 |                                              |                                                                      |  |  |
|                                    |                                           |                 |                                              |                                                                      |  |  |

| 3 de abril                       | Los Angeles Lakers                    | 123–117     | Detroit Pistons           |                                         |  |  |
|                                  | Parciales: 31–27, 33–18, 33–39, 26–33 |             |                           |                                         |  |  |
|                                  | Estadísticas Baylor, West 38 each     | Reporte Pts | Estadísticas Ray Scott 22 | Pabellón: Cobo Arena, Detroit, Míchigan |  |  |
| Los Angeles gana las series, 4–2 |                                       |             |                           |                                         |  |  |
|                                  |                                       |             |                           |                                         |  |  |

Este fue el noveno encuentro de playoffs entre estos dos equipos, con los Lakers ganando siete de los primeros ocho encuentros.
| 1950 | Fort Wayne Pistons | 0–2 | Minneapolis Lakers |                                        |
|      |                    |     |                    |                                        |
|      |                    |     |                    | Pabellón: 1950 Central Division Finals |

| 1953 | Fort Wayne Pistons | 2–3 | Minneapolis Lakers |                                        |
|      |                    |     |                    |                                        |
|      |                    |     |                    | Pabellón: 1953 Western Division Finals |

| 1954 | Fort Wayne Pistons | 0–2 | Minneapolis Lakers |                                                        |
|      |                    |     |                    |                                                        |
|      |                    |     |                    | Pabellón: 1954 Western Division Round Robin Semifinals |

| 1955 | Fort Wayne Pistons | 3–1 | Minneapolis Lakers |                                        |
|      |                    |     |                    |                                        |
|      |                    |     |                    | Pabellón: 1955 Western Division Finals |

| 1957 | Fort Wayne Pistons | 0–2 | Minneapolis Lakers |                                            |
|      |                    |     |                    |                                            |
|      |                    |     |                    | Pabellón: 1957 Western Division Semifinals |

| 1959 | Detroit Pistons | 1–2 | Minneapolis Lakers |                                            |
|      |                 |     |                    |                                            |
|      |                 |     |                    | Pabellón: 1959 Western Division Semifinals |

| 1960 | Detroit Pistons | 0–2 | Minneapolis Lakers |                                            |
|      |                 |     |                    |                                            |
|      |                 |     |                    | Pabellón: 1960 Western Division Semifinals |

| 1961 | Detroit Pistons | 2–3 | Los Angeles Lakers |                                            |
|      |                 |     |                    |                                            |
|      |                 |     |                    | Pabellón: 1961 Western Division Semifinals |

## Finales de la NBA: (E1) Boston Celtics vs. (W1) Los Angeles Lakers
| 7 de abril                    | Los Angeles Lakers                                        | 108–122              | Boston Celtics                                        |                                                                              |  |  |
|                               | Parciales: 32–29, 20–31, 22–35, 34–27                     |                      |                                                       |                                                                              |  |  |
|                               | Estadísticas Elgin Baylor 35 Elgin Baylor 17 Jerry West 4 | Reporte Pts Reb Asts | Estadísticas Sam Jones 24 Bill Russell 28 Bob Cousy 7 | Pabellón: Boston Garden, Boston, Massachusetts Asistencia: 7467 espectadores |  |  |
| Boston lidera las series, 1–0 |                                                           |                      |                                                       |                                                                              |  |  |
|                               |                                                           |                      |                                                       |                                                                              |  |  |

| 8 de abril            | Los Angeles Lakers                                    | 129–122              | Boston Celtics                                            |                                                                                |  |  |
|                       | Parciales: 30–36, 43–23, 29–39, 27–24                 |                      |                                                           |                                                                                |  |  |
|                       | Estadísticas Jerry West 40 Jim Krebs 13 Frank Selvy 6 | Reporte Pts Reb Asts | Estadísticas Tom Heinsohn 27 Bill Russell 23 Bob Cousy 11 | Pabellón: Boston Garden, Boston, Massachusetts Asistencia: 12 364 espectadores |  |  |
| Series empatadas, 1–1 |                                                       |                      |                                                           |                                                                                |  |  |
|                       |                                                       |                      |                                                           |                                                                                |  |  |

| 10 de abril                        | Boston Celtics                                           | 115–117              | Los Angeles Lakers                                         | |  |  |
|                                    | Parciales: 27–24, 23–30, 28–33, 37–30                    |                      |                                                            | |  |  |
|                                    | Estadísticas Bill Russell 26 Bill Russell 32 Bob Cousy 8 | Reporte Pts Reb Asts | Estadísticas Elgin Baylor 39 Elgin Baylor 23 Frank Selvy 5 | Pabellón: Los Angeles Memorial Sports Arena, Los Ángeles, California Asistencia: 15 180 espectadores |  |  |
| Los Angeles lidera las series, 2–1 |                                                          |                      |                                                            | |  |  |
|                                    |                                                          |                      |                                                            | |  |  |

- Jerry West robó un pase de Sam Jones y anotó la canasta sobre la bocina ganadora.

| 11 de abril           | Boston Celtics                                            | 115–103              | Los Angeles Lakers                                          | |  |  |
|                       | Parciales: 32–20, 28–31, 31–25, 24–27                     |                      |                                                             | |  |  |
|                       | Estadísticas Bill Russell 21 Bill Russell 22 Bob Cousy 13 | Reporte Pts Reb Asts | Estadísticas Elgin Baylor 38 Elgin Baylor 14 Elgin Baylor 6 | Pabellón: Los Angeles Memorial Sports Arena, Los Ángeles, California Asistencia: 15 104 espectadores |  |  |
| Series empatadas, 2–2 |                                                           |                      |                                                             | |  |  |
|                       |                                                           |                      |                                                             | |  |  |

| 14 de abril                        | Los Angeles Lakers                                         | 126–121              | Boston Celtics                                            |                                                                                |  |  |
|                                    | Parciales: 31–30, 35–38, 27–31, 33–22                      |                      |                                                           |                                                                                |  |  |
|                                    | Estadísticas Elgin Baylor 61 Elgin Baylor 22 Frank Selvy 5 | Reporte Pts Reb Asts | Estadísticas Tom Heinsohn 30 Bill Russell 29 Bob Cousy 10 | Pabellón: Boston Garden, Boston, Massachusetts Asistencia: 13 909 espectadores |  |  |
| Los Angeles lidera las series, 3–2 |                                                            |                      |                                                           |                                                                                |  |  |
|                                    |                                                            |                      |                                                           |                                                                                |  |  |

- Los 61 puntos de Elgin Baylor constituyen un récord de anotación individual en unas finales.

| 16 de abril           | Boston Celtics                                            | 119–105              | Los Angeles Lakers                                                             | |  |  |
|                       | Parciales: 33–34, 24–31, 34–16, 28–24                     |                      |                                                                                | |  |  |
|                       | Estadísticas Sam Jones 35 Bill Russell 24 Bill Russell 10 | Reporte Pts Reb Asts | Estadísticas West, Baylor 34 cada uno Elgin Baylor 15 West, LaRusso 5 cada uno | Pabellón: Los Angeles Memorial Sports Arena, Los Ángeles, California Asistencia: 14 030 espectadores |  |  |
| Series empatadas, 3–3 |                                                           |                      |                                                                                | |  |  |
|                       |                                                           |                      |                                                                                | |  |  |

| 18 de abril                 | Los Angeles Lakers                                                     | 107–110              | Boston Celtics                                           |                                                                                |  |  |
|                             | Parciales: 22–22, 25–31, 28–22, 25–25 (T.E.: 7–10)                     |                      |                                                          |                                                                                |  |  |
|                             | Estadísticas Elgin Baylor 41 Elgin Baylor 22 tres jugadores 4 cada uno | Reporte Pts Reb Asts | Estadísticas Bill Russell 30 Bill Russell 40 Bob Cousy 9 | Pabellón: Boston Garden, Boston, Massachusetts Asistencia: 13 909 espectadores |  |  |
| Boston gana las series, 4–3 |                                                                        |                      |                                                          |                                                                                |  |  |
|                             |                                                                        |                      |                                                          |                                                                                |  |  |

- Frank Selvy falló el tiro ganador del campeonato al final del tiempo regular; los 40 rebotes de Bill Russell empataron su propio récord en una final.[5]

Este fue el segundo encuentro de playoffs entre estos dos equipos, con los Celtics ganando el primer encuentro cuando los Lakers estaban en Minneapolis. 
| \| 1959 \| Boston Celtics \| 4–0 \| Minneapolis Lakers \| \| \| \| \| \| \| \| \| \| \| \| \| Pabellón: 1959 NBA Finals \| |                |     |                    |                           |
| 1959 | Boston Celtics | 4–0 | Minneapolis Lakers |                           |
| |                |     |                    |                           |
| |                |     |                    | Pabellón: 1959 NBA Finals |